# 덕테일즈: 리마스터드
《덕테일즈: 리마스터드》(영어: DuckTales: Remastered)는 웨이포워드 테크놀러지스가 개발하고 캡콤이 배급한 플랫폼 게임이다. 1989년 패밀리 컴퓨터로 발매됐던 《덕테일즈》의 리메이크로, 2013년  플레이스테이션 3, 엑스박스 360, Wii U 및 마이크로소프트 윈도우로 출시됐다. 2015년 4월에는 iOS, 안드로이드 및 윈도우 폰으로 모바일판이 출시됐다.
3D 배경과 2D 그림이 합쳐진 2.5D 그래픽이 특징이다. 원작 게임과 마찬가지로 주인공 스크루지 맥덕이 전세계를 돌아다니면서 5개의 보물을 찾는 것이 목표로, 1987년 애니메이션 《욕심쟁이 오리아저씨》의 성우진 대부분이 다시 해당 캐릭터들을 연기했다.